# Cristóbal Balenciaga
Cristóbal Balenciaga Eizaguirre (Getaria, 21 de janeiro de 1895 — Valência, 23 de março de 1972) foi um estilista espanhol e o fundador da casa de moda Balenciaga.

## Biografia
Nascido em uma pequena localidade no País Basco, em uma família humilde e muito católica, Cristóbal Balenciaga era filho de um pescador e de uma costureira, com quem passava a maior parte do tempo enquanto ela trabalhava. Aos doze anos de idade, ele começou a trabalhar como aprendiz de alfaiate. Quando adolescente, a marquesa de Casa Torres tornou-se sua cliente e patrona. Ela mandou-o a Madri, onde recebeu treinamento profissional.
Em 1919, ele abriu uma boutique em São Sebastião, a qual se expandiu ao originar filiais em Madri e Barcelona. A família real espanhola e a aristocracia usavam suas roupas, mas quando a Guerra Civil Espanhola (1936-1939) explodiu, Balenciaga foi obrigado a fechar suas lojas e partir para Paris. Lá abriu uma loja na Avenue George V em agosto de 1937.
Foi somente a partir do período pós-guerra que Balenciaga se tornou um estilista original e reconhecido. Em 1951, ele transformou totalmente a silhueta, alargou os ombros e removeu a cintura de suas criações. Em 1955, desenhou o vestido de túnica, que, mais tarde, virou o vestido chemise de 1957. Em 1959, seu trabalho tornou-se um império, com vestidos de cintura alta e casacos cortados como quimonos. Tais criações são consideradas obras-primas da alta costura das décadas de 1950 e 1960.
Balenciaga também deu aulas de moda, inspirando outros estilistas como Oscar de la Renta, André Courrèges, Emanuel Ungaro e Hubert de Givenchy.
Em 1968, Balenciaga fechou sua casa de moda ao perceber o advento do Prêt-à-porter, iniciado pelos franceses. Faleceu pouco tempo depois, aos setenta e sete anos de idade.
Hoje, a casa de moda Balenciaga está sob a direção do belga Demna Gvasalia, e pertence ao Grupo Gucci desde 2001.